# Bertingen
Bertingen è una frazione tedesca tedesca del comune di Angern, nel land della Sassonia-Anhalt.
Fino al 31 dicembre 2009 ha costituito un comune autonomo.